# Anselmo Quezada
Anselmo del Rosario Quezada Quezada (Los Ángeles, 26 de febrero de 1936 - ibidem, 11 de marzo de 1997), fue un político chileno.

## Primeros años de vida
Nació en Los Ángeles, fue hijo de Regina Adriana Quezada Riquelme. Realizó sus estudios en la Escuela Industrial de Los Ángeles en tercer grado de oficio.
Casado con Lidia de la Mercedes Jaime Bolados, tuvo dos hijos.

## Vida pública
Entre 1962 y 1973, fue gerente de la Cooperativa de Viviendas y Servicios Habitacionales Alcázar Ltda. de Los Ángeles.
Entre 1952 a 1973 trabajó como empleado de la Industria Azucarera Nacional S.A. en Los Ángeles y entre 1970 a 1973, director de la Corporación Municipal (CORMU) de la Municipalidad de Los Ángeles.
Era miembro del Partido Demócrata Cristiano. Entre 1967 a 1973 tuvo el cargo de regidor de la comuna de Los Ángeles y posteriormente, fue alcalde entre 1971 y 1973.
Entre los años 1968 a 1973, fue presidente y secretario de la Federación de Municipalidades de la Provincia de Biobío.
Fue elegido diputado por la 19.ª Agrupación Departamental de Laja, Nacimiento y Mulchén, para el período 1973 a 1977. Participó en la Comisión de Obras Públicas y Transportes. Su período concluyó anticipadamente por la disolución del congreso en septiembre de 1973. Falleció en Los Ángeles.